# Hatari
A Hatari  (Izlandi kiejtés: ˈhaːtarɪ; szó szerint ’gyűlölködő’) egy izlandi zenekar. 2015-ben alakultak. Az  együttes képviselte Izlandot a 2019-es Eurovíziós Dalfesztiválon Tel-Avivban a Hatrið mun sigra című dallal. A zenekar tagjai: Klemens Nikulásson Hannigan, Matthías Tryggvi Haraldsson és Einar Hrafn Stefánsson.

## Diszkográfia
EP
- 2017 - Neysluvara

Kislemezek
- 2017 - Ódýr
- 2017 - X
- 2018 - Spillingardans
- 2019 - Hatrið mun sigra

## Fordítás
- Ez a szócikk részben vagy egészben  a   Hatari című olasz Wikipédia-szócikk fordításán alapul.  Az eredeti cikk szerkesztőit annak laptörténete sorolja fel. Ez a jelzés csupán a megfogalmazás eredetét és a szerzői jogokat jelzi, nem szolgál a cikkben szereplő információk forrásmegjelöléseként.